# Retentum
Retentum (lat. retinere zurückhalten, aufhalten) bezeichnet von alters her eine Milderung bei der Vollstreckung der Todesstrafe, die durch eine geheime Urteilsklausel durch das Gericht eingefügt werden konnte. 
Im Zusammenhang mit dem Rädern bezeichnet das Retentum diejenige Anzahl an Schlägen mit dem Rad oder mit einer langen Eisenstange, nach der der Verurteilte durch den Scharfrichter heimlich erwürgt werden sollte. Auch das Rädern vom Kopfe her war als Strafmilderung gebräuchlich. Durch einen Schlag mit dem Rad oder der Barre auf Kopf oder Brustkorb wurde der Verurteilte sofort getötet. Damit wurden die Leiden des Delinquenten abgekürzt, die dieser durch das anschließende Flechten seiner Glieder durch die Sprossen des Rades erfahren hätte. Eine Beschreibung dieses Verfahrens findet sich in den Tagebüchern von Sanson.
Weitere Formen des Retentums waren: vor dem Verbrennen auf dem Scheiterhaufen wurde das Opfer heimlich erdrosselt, um ihm die Qualen des Erstickens oder Verbrennens zu ersparen oder das Umhängen eines Sackes mit Schießpulver, der rechtzeitig explodierte. 
Bereits in römischer Zeit galt es als Begünstigung, dem Gekreuzigten nach einiger Zeit die Füße bzw. Unterschenkel zu brechen, um ihm das Abstützen zu verwehren und so seinen Todeskampf abzukürzen. Entsprechende Beschreibungen finden sich bei Flavius Josephus, aber auch im Neuen Testament bei Johannes 19,32.

„Also kamen die Soldaten und zerschlugen dem ersten die Beine, dann dem anderen, der mit ihm gekreuzigt worden war. Als sie aber zu Jesus kamen und sahen, daß er schon tot war, zerschlugen sie ihm die Beine nicht“